# Orange County FC
Orange County FC, é uma agremiação esportiva da cidade de Lake Forest, Califórnia.  Atualmente disputa a National Premier Soccer League.

## História
O clube foi fundado em 2009 e entre 2009 e 2016 disputou a So-Cal Premier League. No dia 15 de novembro de 2016 o clube foi anunciado como franquia de expansão na NPSL, sendo 2017 a primeira temporada do time na liga.

## Estatísticas

### Participações
|  | Participações em 2018 |

| Competição     | Competição               | Temporadas | Melhor campanha | Estreia | Última | P | R |
| Estados Unidos | Lamar Hunt U.S. Open Cup | 1          | Estreia (2018)  | 2018    | 2018   |   | – |